# Hammer Boy
Hammer Boy è un videogioco pubblicato nel 1990-1991 per i computer Amiga, Amstrad CPC, Atari ST, Commodore 64, MS-DOS, MSX e ZX Spectrum dalla spagnola Dinamic Software. Ne venne realizzata anche una poco nota macchina arcade, che ebbe limitata diffusione in Spagna.
È dotato di una meccanica di gioco semplice, che ricorda quella di un gioco elettronico portatile, con il protagonista che può spostarsi solo a scatti in poche possibili posizioni. Secondo il sito CPC-Power sarebbe ispirato in particolare al Game & Watch Fire Attack.

## Modalità di gioco
Il giocatore controlla un ragazzo armato solo di un grosso martello, con l'obiettivo di respingere gli assalti nemici a fortezze di diverse epoche storiche. Ogni livello mostra una fortezza con schermata fissa e visuale laterale.
Il ragazzo può solo muoversi a destra e sinistra sulla sommità della fortezza, spostandosi tra poche posizioni fisse possibili (da 4 a 6 a seconda del livello), e dare martellate.
Almeno due tipi di assalitori cercano di salire sulla fortezza o di lanciarci dei proiettili, passando dai vari punti in cui può sostare il protagonista. Se un certo numero di avversari o di proiettili (3 o 5 per tipo, a seconda delle versioni) riesce a raggiungere l'obiettivo senza essere rapidamente eliminato con una martellata, si perde una vita. Per completare un livello bisogna resistere fino allo scadere del tempo.
Ci sono 4 livelli:
1. Fortino del West. Gli attaccanti sono pellerossa che si arrampicano sulle pareti o lanciano delle torce dai lati.
2. Veliero. I pirati arrivano a nuoto o con barche a remi e si arrampicano sulla fiancata, mentre navi nemiche sparano palle di cannone dai lati.
3. Castello medievale. Soldati nemici cercano di risalire le mura con scale a pioli e una catapulta lancia dei massi.
4. Base fantascientifica, sulla superficie di un pianeta dall'aspetto lunare. Dischi volanti, robot e alieni su moto spaziali arrivano volando. Ai lati della base ci sono anche due cannoni laser a disposizione del ragazzo, che può azionarli per distruggere i dischi volanti.